# Montserrat Castells i Gabriel
Montserrat Castells i Gabriel. (Barcelona, 1916- 1986). Marcada per una profunda creença catòlica, va centrar la seva vida professional en l'atenció psicosocial de problemes personals, familiars i comunitaris. Va ser un referent en el món del treball social.
Va estudiar infermeria a l'Escola de Santa Madrona i va exercir aquesta professió en el si de la Sección Femenina de Falange Española, entitat de la qual va ser regidora provincial de Sanitat. El seu interès pels temes i problemes socials la va portar a crear la Escuela de Visitadoras Sociales Psiquiátricas l'any 1953, de la qual va ser directora tècnica durant trenta anys.
Va desenvolupar una àmplia activitat al voltant de l'assistència social, des de diferents àmbits: salut, salut mental, comunitat, vellesa, infància, persones discapacitades, etc. Va establir relacions amb entitats locals, estatals i internacionals del món acadèmic i de l'acció social, amb la finalitat de promoure la millora de la qualitat de vida de la població.

## Altres pioneres del treball social
- Maria Dolors Artemán i Boix
- Rosa Maria Suñé i Colell
- Beneta Llopis Sarrió